# Mojo (Bolivia)
Mojo es una localidad de Bolivia, ubicada en las tierras altas del país. Administrativamente se encuentra en el municipio de Villazón de la provincia de Modesto Omiste en el departamento de Potosí.
El pueblo está a una altitud de 3.400 m s. n. m. sobre el río Mojo, uno de los afluentes derechos del río San Juan del Oro.

## Historia
Hasta el 18 de septiembre de 1958, Mojo fue parte de la provincia de Sud Chichas, fecha en que se creó la provincia de Modesto Omiste y Mojo pasó a formar parte del municipio de Villazón en calidad de cantón.

## Geografía
Mojo está ubicado en la parte sur de la meseta árida del Altiplano boliviano. Debido a la ubicación tierra adentro, el clima es fresco y seco y un clima típico diurno, en el que las fluctuaciones de temperatura media entre el día y la noche suelen ser significativamente mayores que las fluctuaciones estacionales.
La temperatura media anual es de 13 °C y fluctúa sólo ligeramente entre 8 °C en junio/julio y 16 °C de diciembre a febrero. La precipitación anual es de sólo unos 300 mm, con una estación seca pronunciada de abril a octubre con una precipitación mensual inferior a 10 mm, y una estación lluviosa débil de diciembre a febrero con 60-80 mm de precipitación mensual.

## Transporte
Mojo se encuentra a 327 kilómetros por carretera al sur de Potosí, la capital del departamento homónimo, y a 50 kilómetros de la frontera con Argentina. Mojo es una parada de la línea férrea de Oruro a Villazón vía Uyuni.
Desde Potosí, la carretera nacional Ruta 1, proveniente del lago Titicaca, se dirige hacia el sureste y luego de 37 kilómetros llega al pueblo de Cuchu Ingenio. Aquí se bifurca la Ruta 14, que llega a la ciudad de Tupiza en dirección sur vía Tumusla, Cotagaita y Hornillos luego de 224 kilómetros. Desde allí, la Ruta 14 continúa por Suipacha y Yuruma, pasa por Mojo y termina en Villazón en la frontera con Argentina.

## Demografía
La población del pueblo ha cambiado solo ligeramente en las últimas dos décadas:
| Año  | Habitantes | Fuente |
| ---- | ---------- | ------ |
| 1992 | 269        | Censo  |
| 2001 | 242        | Censo  |
| 2012 | 253        | Censo  |

La región tiene una importante población quechua, con un 37,8 % de la población que habla quechua en el municipio de Villazón.